# Alliance Base
Alliance Base était un organisme international spécialisé dans la lutte antiterroriste, commun à un certain nombre de services de renseignement occidentaux, qui exista entre 2002 et 2009. 

## Histoire

### Contexte et création
Les attentats du 11 septembre 2001 incitent les services de renseignement des États-Unis, au premier rang desquels la Central Intelligence Agency, à redéployer leurs effectifs vers le Moyen-Orient dans le cadre d'une lutte contre le terrorisme islamiste. Du fait de son expertise reconnue sur l'Afrique et le Moyen-Orient, la France est choisie comme base opérationnelle de l'Alliance. Le titre de « Base » est choisi en référence au nom de l'organisation Al-Qaïda, qui est la cible de l'Alliance,. 
Le centre antiterroriste de la CIA et les services de renseignement de quelques pays alliés (France, Royaume-Uni, Allemagne, Canada, ...) ouvrent la base au printemps 2002, à Saint-Cloud. La structure permet de fluidifier les échanges de renseignements opérationnels dans le cadre de la traque des dirigeants d'Al-Qaïda. Si les responsables de la DGSE ne sont pas très enclins pour créer cet outil, estimant que les échanges bilatéraux fonctionnaient déjà suffisamment bien et craignant que la base ne serve à couvrir des opérations noires de la CIA (extraditions illégales, traitements extrajudiciaires de prisonniers), l’Élysée finit par accepter la création de la base Alliance. Si l'Alliance Base à Paris est un modèle, d'autres organismes similaires auraient été mis en place par les États-Unis et d'autres pays, comme l'Algérie).

### Fonctionnement
L'Alliance est principalement financée par la CIA. Elle est dirigée par « un général français assigné à la DGSE », Gérard Martinez. La langue de travail est le français et le financement américain. Le siège aurait été relocalisé à Paris, entre les Invalides et l'École militaire, ou dans les anciens locaux de la DGSE aux Invalides.
Les services qui sont invités à rejoindre cette structure le sont en raison de leurs connaissances, jugées suffisamment pointues, dans le domaine du terrorisme islamiste. Les États-Unis étaient demandeurs d'un tel partenariat car le tout technologique avait montré ses limites et les Européens en particulier avait une plus grande expérience dans le domaine de la lutte contre des mouvements terroristes ou séparatistes (utilisation d'agents retournés, sources, agents infiltrés et surtout très bonne connaissance du milieu islamiste ce qui faisait défaut à la CIA et au FBI).

### Coopération et fin
Le but de l'Alliance est de partager des renseignements au sujet d'Al-Qaïda, et analyser les mouvements terroristes transnationaux. L'Alliance aurait également contribué à lancer des opérations pour espionner ou capturer des suspects.
Si les relations politiques franco-américaines se sont singulièrement refroidies à partir de 2003 et l'invasion de l'Irak, les deux pays n’ont jamais cessé, depuis les attentats du 11 septembre 2001, de collaborer étroitement dans la lutte contre le terrorisme islamiste. La DGSE, tout comme la direction de la Surveillance du territoire (DST, contre-espionnage), ont des « relations bilatérales régulières » avec leurs homologues de la CIA et du FBI. Cette coopération, selon les sources proches des services, porte à la fois sur le renseignement classique traditionnel (sur les personnes suspectes, leurs activités, leurs déplacements…) et sur le renseignement opérationnel, « celui qui débouche directement sur le démantèlement de réseaux et des interpellations ». Alliance Base choisit méticuleusement ses « cas », détermine un pays comme théâtre d'opération et remet entre les mains des agents de ce pays la tâche d'exécuter l'opération. Les personnes interpellées sont ensuite minutieusement interrogées.
La coopération Alliance Base a été arrêtée à l'été 2009 à la suite d'une mésentente entre l'administration Obama et la communauté du renseignement, qui aurait eu pour conséquence le départ de l'amiral Dennis Blair, et la fermeture de la cellule.

## Résultats

### Qualité des relations bilatérales
Les relations opérationnelles au sein de l'Alliance Base entre les services français et américains ont été considérés comme très bons. Le directeur adjoint de la CIA, John E. McLaughlin (en), a à ce titre dit que c'était « l'une des meilleures au monde ».

### Guerre d'Afghanistan
Les résultats de l'Alliance Base se sont principalement manifestés sur le théâtre afghan. Dès le déclenchement des opérations en octobre 2001, le Special Operation Group (Special Activities Division) de la CIA a pu compter sur l'aide, modeste, du petit réseau que la DGSE avait maintenu sur place auprès de l'Alliance du Nord du défunt commandant Massoud. 
En 2003, la France aurait même transmis aux États-Unis une vidéo montrant Oussama ben Laden dans son maquis afghan. C'est l'un des très rares pays à participer aux bombardements avec les Américains sur les zones tenues par les talibans et Al-Qaïda. Elle a placé de 2003 à janvier 2007, sous commandement opérationnel américain, une centaine de commandos de son Commandement des opérations spéciales dans le district de Spin Boldak de la province de Kandahar (sud de l'Afghanistan).

### Coopération à Djibouti
De même, elle aurait ainsi permis à la CIA de se servir de ses installations aériennes à Djibouti, afin de faire décoller un drone armé RQ-1 Predator pour tuer des membres d’Al-Qaida. Cette opération s’est déroulée au Yémen, le 3 novembre 2002. Abou Al-Harithi, soupçonné d'être à l'origine de l'attaque contre le destroyer américain USS Cole le 12 octobre 2000 dans la rade d’Aden, avait été tué par un missile, ainsi que six autres terroristes.

### Lutte contre les attentats
On attribue à Alliance Base l'arrestation d'environ une soixantaine de personnes et de déjouer un certain nombre d'attentats en préparation. Par exemple celui qui aurait été fomenté à La Réunion par Karim Medhi et Christian Ganczarski, tête pensante et financière de l'opération. Ganczarski a été arrêté le 3 juin 2003. C'est un Allemand d’origine polonaise converti à l'islam, et considéré comme « l’un des plus importants membres européens d’Al-Qaïda vivants ». Lié à l'attentat commis en 2002 à Djerba, il est incarcéré en France depuis son arrestation.